# مفرحات كامل
مُفرحات كامل (الأمهرية : ካሚል ካሚል ) سياسية إثيوبية وكانت رئيسة مجلس النواب الشعبي  وتشغل حاليًا منصب وزير السلام ورئيس حركة شعب جنوب أثيوبيا الديمقراطية، واحدة من الأحزاب الأربعة التي تشكل الائتلاف الحاكم في إثيوبيا.

## حياتها المبكرة
ولدت مفرحات في جيما وهي مسلمة سنية. التحقت بجامعة حرمايا وحصلت على شهادة البكالوريوس في الزراعة عام 2000.